# Chybie
 (avril 2021).
Si vous disposez d'ouvrages ou d'articles de référence ou si vous connaissez des sites web de qualité traitant du thème abordé ici, merci de compléter l'article en donnant les références utiles à sa vérifiabilité et en les liant à la section « Notes et références ».
Pour les articles homonymes, voir Chybie (homonymie).
Chybie est un village de la voïvodie de Silésie et du powiat de Cieszyn. Il est le siège de la gmina de Chybie et comptait 3 809 habitants en 2009.